# جورج باين (لاعب كرة قاعدة)
جورج باين (بالإنجليزية: George Payne)‏ هو لاعب كرة قاعدة أمريكي، ولد في 23 مايو 1889 في ماونت فيرنون في الولايات المتحدة، وتوفي في 24 يناير 1959 في لونغ بيتش في الولايات المتحدة.

## وصلات خارجية
- جورج باين على موقعبيزبول رفرنس.كوم (الدوري الرئيسي) (الإنجليزية)
- جورج باين على موقعبيزبول رفرنس.كوم (الدوري الثانوي) (الإنجليزية)